# Cultura tasiana
La cultura tasiana si sviluppò a Deir Tasa, località situata nella valle del Nilo dell'Alto Egitto nell'ansa di Qena tra il 5500 e il 4700 a.C..
È caratterizzata dall'evoluzione del popolo che da nomade divenne stanziale iniziando l'allevamento di animali domestici, la coltivazione di cereali quali farro ed orzo ma caratterizzato dall'assenza di reperti in metallo.
Sono stati ritrovati siti archeologici con sepolture e reperti quali manufatti litici, ami per la pesca e granaglie.
Precede la cultura di Badari dalla quale è difficile spesso identificarla tanto che alcuni studiosi tendono a considerarla un periodo badariano arcaico.

## Popolazione
La popolazione viveva in gruppi riuniti in piccoli villaggi nelle adiacenze di pascoli per greggi e mandrie. Coltivavano farro per ottenere la farina ed il malto per ricavarne la birra. Dal sesamo ricavavano l'olio e dai datteri ottenevano un dolcificante.
Utilizzavano il papiro ed il giunco per intrecciare stuoie, per le calzature e per le barche mentre dal 5000 a.C. tessevano la lana ed il lino, sebbene vi siano evidenze nella zona di una forma di tessitura evoluta (con il telaio orizzontale) solo dal 4400 a.C..

## Arte

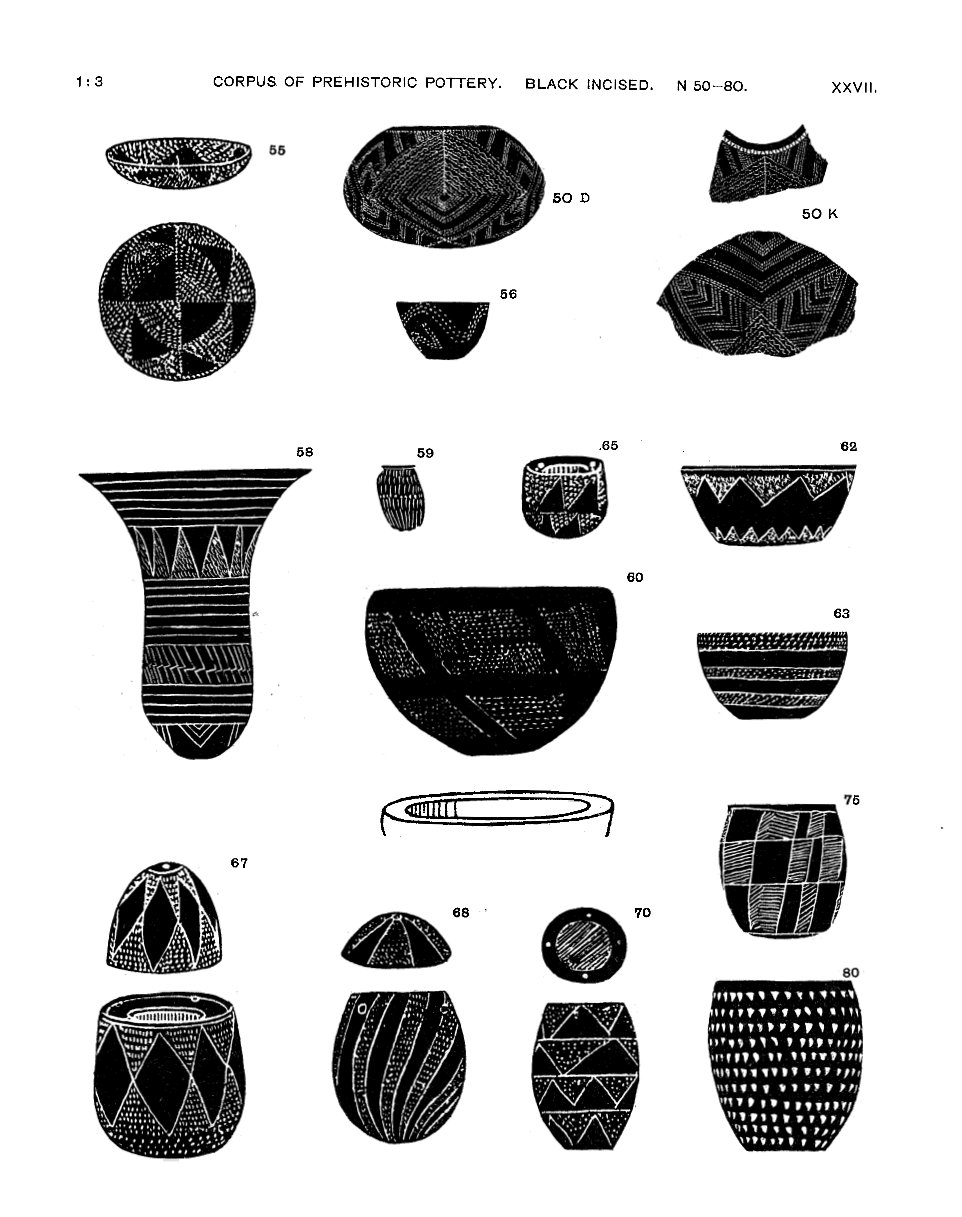
Incisione con reperto tasiano al n. 58

La cultura tasiana fu probabilmente la prima a produrre la caratteristica ceramica egizia rossa smaltata di nero.
La ceramica che veniva prodotta era decorata con semplici motivi lineari, ad "S" e geometrici triangolari. Classico reperto di ceramica tasiana è il manufatto, giunto integro, conservato al Petrie Museum di Londra.
È un vaso in argilla grigia, alto circa cm. 24, con bocca svasata e decorato con incisioni in colore bianco di linee, triangoli e motivi ad "S".
Compaiono le prime tavolozze ad uso cosmetico, i primi monili costituiti da perline in pasta vitrea decorata e numerosi reperti in avorio scolpito, come i cucchiai.

## Riti funebri
Nel periodo più arcaico le sepolture avvenivano all'interno degli insediamenti, tra le capanne o persino sotto di esse.
Nel 1934 l'archeologo Guy Brunton, riportò alla luce varie sepolture, lontane dal centro abitato. Sono di tipo semplice a fossa e contenevano da uno a più individui deposti in posizione fetale, avvolti in tessuto e con pochi oggetti relativamente al corredo funebre.
La tomba era poi coperta da stuoie di canne e da un cumulo di sabbia.